# Dentig-Kloster
| Tibetische Bezeichnung                                            |
| ----------------------------------------------------------------- |
| Tibetische Schrift: དན་ཏིག་ཤེལ་གྱི་ཡང་དགོན དན་ཏིག་དགོན་པ                 |
| Wylie-Transliteration: dan tig shel gyi yang dgon dan tig dgon pa |
| Chinesische Bezeichnung                                           |
| Vereinfacht: 丹底寺                                               |
| Pinyin:Dāndǐ sì                                                   |

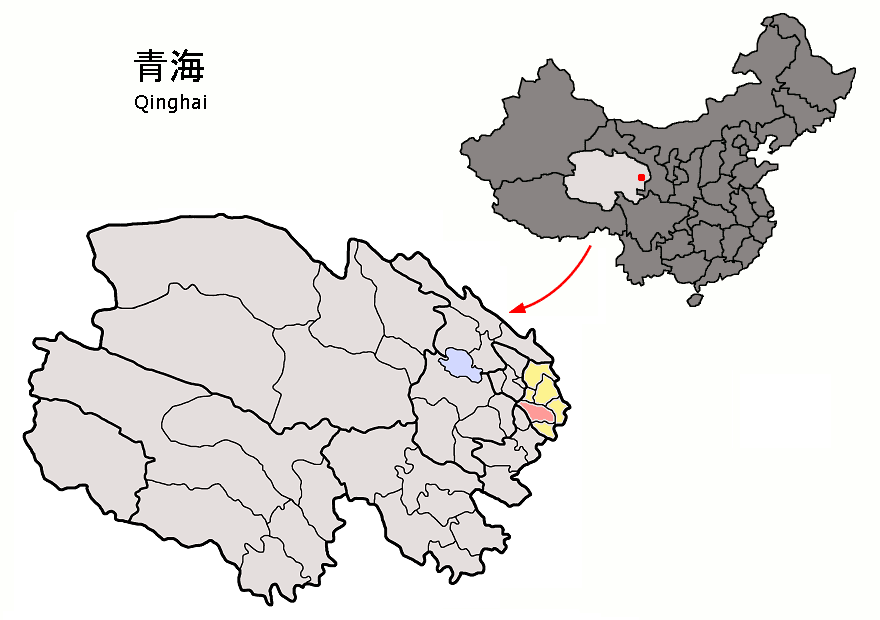
Lage des Autonomen Kreises Hualong der Hui der Hui (rosa) im Regierungsbezirk Haidong (gelb)

Das Dentig-Kloster (auch Dänthig-Kloster, Dantig Gompa, tibetisch dan tig dgon pa oder dan tig shel gyi yang dgon) in der Nationalitätengemeinde Jinyuan 金源乡 der Tibeter des Autonomen Kreises Hualong der Hui der Hui in der chinesischen Provinz Qinghai ist ein historisch bedeutendes Kloster der Gelbmützen (Gelugpa)-Schule des tibetischen Buddhismus in Zentral-Amdo.
Der Gründer des Klosters, Lachen Gongpa Rabsel (892–975 oder 952–1035), wurde von den drei als die 'Drei Weisen aus Tibet' bekannten Mönchen ordiniert, die aus „Zentraltibet“ geflohen waren, um der Verfolgung durch König Lang Darma (reg. 836–842 oder 901–907) zu entgehen. Gongpa Rabsel ordinierte hier wiederum die "zehn Mönche aus Ü und Tsang", darunter Lume, und setzte so die Traditionslinie fort. Der 13. Dalai Lama und der gegenwärtige 14. Dalai Lama, der buddhistische Mönch Tendzin Gyatsho, sind auch Halter dieser Ordinationslinie.

## Zitat
Vorbemerkung: Sonderzeichen und Anmerkungen sind durchweg ausgelassen.

„Als König Glang dar ma im 9.Jh. die buddhistische Lehre zerstörte, gingen sTod lung pa Mar Sakya mu ne, Bo dong pa gYo dGe 'byung und gTsang Rab gsal nach Dan thig in A mdo und führten dort gemeinsam mit den beiden chinesischen Mönchen (Hva San) Kevan und Gyivan entsprechend der Sonderregelung für die abgelegenen Regionen nur zu fünft die volle Ordination für den berühmten Bla chen dGongs pa rab gsal (952-1035) durch. Im Jahre 978 leitete Bla chen dGongs pa rab gsal seinerseits für Klu mes Tshul khrims shes rab (geb. 10. Jh.), Lo ston rDo rje dbang phyugs (geb. 10. Jh.) und andere, insgesamt zehn Novizen, fünf aus gTsang und fünf aus dBus, die volle Ordination zum Bhiktsu. "Sukzessiv" breitete sich dann diese Linie zurück nach dBus und gTsang aus.“

## Denkmal
Das Kloster steht seit 1988 auf der Denkmalliste der Provinz Qinghai. Seit 2013 steht es auf der Denkmalsliste der Volksrepublik China.

### Weitere Literatur
- Gyurme Dorje: Tibet handbook (Dentik Sheldrak / Dentik Shelgyi Bamgon) ISBN 9781900949330
- Stag-śam Nus-ldan-rdo-rje, Keith Dowman: Sky dancer: the secret life and songs of the Lady Yeshe Tsogyel ISBN 9780710095763

### Chinesische Weblinks
- Qinghai ming si Dandou si (yuan chuang)
- Qinghai Diqu zhuyao siyuan